# Emberízids

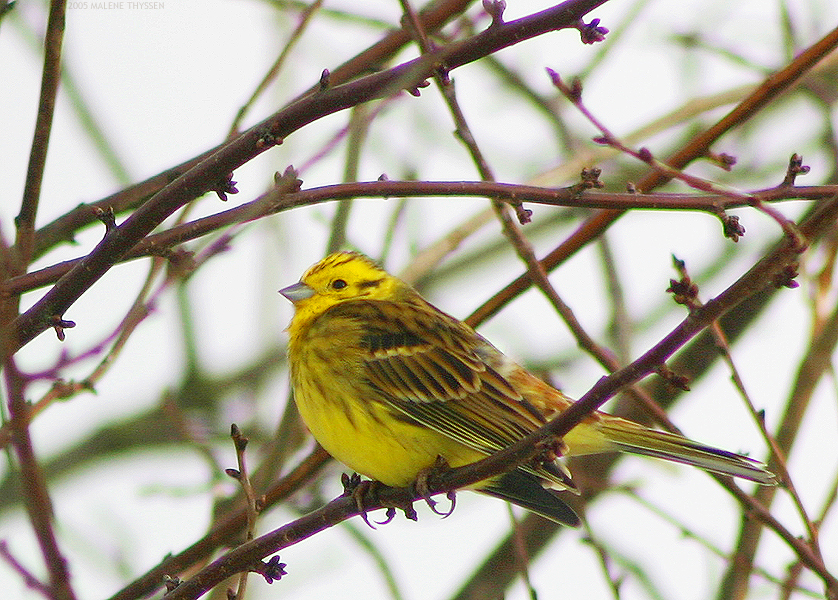
Verderola (Emberiza citrinella)

Els emberízids són una família d'ocells granívors semblant als passèrids, amb espècies escampades per tota mena d'hàbitats arreu de les contrades catalanes.

## Morfologia
- Mida petita o mitjana.
- Bec dur, dret, cònic i ample de base.[2]

## Distribució geogràfica
Sembla que els emberízids van originar-se a Sud-amèrica i, progressivament, es van estendre a Nord-amèrica primer, i a l'est d'Àsia i a la resta del Vell Món després.

## Taxonomia
Antigament aquesta família estava composta per 26 gèneres amb 171 espècies però estudis filogenètics moleculars van trobar que la gran família dels Emberízids constava de diferents clades que era millor tractar com a famílies separades. Moltes de les espècies han estat reubicades en famílies com els passerèl·lids (Passerellidae), calcàrids (Calcariidae) o encara als tràupids (Thraupidae).
Actualment i segons la classificació del Congrés Ornitològic Internacional (versió 13.1, 2023),aquesta família esta formada per un sol gènere: Emberiza, amb 45 espècies.